# 679 г. пр.н.е.

## Събития

### В Азия

#### В Асирия
- Цар на Асирия е Асархадон (681/0 – 669 г. пр.н.е.).[1]
- Асирийците настъпват с войска към границата на Египет и завземат град Арза и отвеждат владетеля му в Ниневия.[2]
- Кимерийците, водени от Теушпа, правят опит да нахлуят в северните територии на Асирия, но Асархадон ги побеждава в Мала Азия и отхвърля заплахата от тях.[3]

#### В Елам
- Цар на Елам е Хума-Халдаш II (681 – 675 г. пр.н.е.).[4]

#### В Мала Азия
- Тази година е една от двете приети за основаване на град Кизик, а другата е 756 г. пр.н.е.[5]

### В Африка

#### В Египет
- Фараон на Египет е Тахарка (690 – 664 г. пр.н.е.).[6]

### В Европа

#### В Италия
- Гръцки преселници от Локрида основават град Локрон (лат.: Locri Epizephyrii) в Калабрия на брега на Йонийско море.[7]